# Platyrhynque jaune-olive
Tolmomyias sulphurescens
Espèce
Répartition géographique
Statut de conservation UICN

 LC  : Préoccupation mineure
Le Platyrhynque jaune-olive (Tolmomyias sulphurescens) est une espèce de passereaux de la famille des Tyrannidae (Tyrannidés en français).

## Description
Le platyrhynque jaune-olive à la tête vert-olive grisâtre. Le dos, les scapulaires, les petites sus-alaires, le croupion et les sus-caudales sont vert-olive brillant, les ailes sont sombres. Les bandes extérieures des moyenne et grande couvertures sont piquetées et bordées de jaune soufré. Les primaires sont bordées de vert-olive jaunâtre, les secondaires de jaune clair tandis que les caudales sont brun grisâtre bordées de vert-olive. Une ligne blanc grisâtre au-dessus des lores s'étend jusqu'à la zone oculaire et un spot sombre se situe à l'angle antérieur de l'œil. La plage auriculaire est vert-olive terne avec des lignes jaune pâle, le menton et la gorge gris jaunâtre clair virant au vert-olive jaunâtre clair sur les côtés et le dessus de la poitrine, le reste du dessous est jaune soufré clair. Le bord des ailes est jaune soufré brillant tandis que les axillaires, la couverture sous-alaire et les bords des primaires sont jaune pâle. Il mesure environ 13 cm.

## Habitat
Cette espèce fréquente les sous-bois mais aussi les grands arbres. Elle vit également en bordure des clairières.

## Alimentation
Elle se nourrit principalement d'insectes.

## Nidification
Le platyrhynque jaune-olive pond des œufs blanc crémeux légèrement teintés de rouge dans un nid de forme arrondie qui se balance librement à une branche mince et feuillue d'un arbre. Il est fait de minces fibres végétales liées ensemble.

## Répartition et sous-espèces
D'après la classification de référence (version 5.2, 2015) du Congrès ornithologique international, cette espèce est constituée de seize sous-espèces suivantes (ordre phylogénique) :
- Tolmomyias sulphurescens aequatorialis (Berlepsch & Taczanowski), 1884 ;
- Tolmomyias sulphurescens asemus (Bangs), 1910 ;
- Tolmomyias sulphurescens berlpschi (Hartert & Goodson), 1917 — Trinité (île) ;
- Tolmomyias sulphurescens cherriei (Hartert & Goodson), 1917 — plateau des Guyanes ;
- Tolmomyias sulphurescens cinereiceps (P.L. Sclater), 1859 ;
- Tolmomyias sulphurescens confusus Zimmer, 1939 ;
- Tolmomyias sulphurescens duidae Zimmer, 1939 — cerro Duida et tépuis environants ;
- Tolmomyias sulphurescens exortivus (Bangs), 1908 ;
- Tolmomyias sulphurescens flavoolivaceus (Lawrence), 1863 ;
- Tolmomyias sulphurescens grisescens (Chubb), 1910 ;
- Tolmomyias sulphurescens inornatus Zimmer, 1939 ;
- Tolmomyias sulphurescens insignis Zimmer, 1939 ;
- Tolmomyias sulphurescens mixtus Zimmer, 1939 ;
- Tolmomyias sulphurescens pallescens (Hartert & Goodson), 1917 ;
- Tolmomyias sulphurescens peruvianus (Taczanowski), 1875 ;
- Tolmomyias sulphurescens sulphurescens (Spix), 1825.